# Therdsak Chaiman
Therdsak Chaiman (Suphanburi, 29 settembre 1973) è un allenatore di calcio ed ex calciatore thailandese, di ruolo centrocampista, tecnico del Chonburi.

## Caratteristiche tecniche
Era un trequartista.

## Carriera

### Giocatore

#### Club
Ha cominciato a giocare al Navy. Nel 1999 passa all'Osotspa Saraburi, per poi essere acquistato dal BEC Tero Sasana. Nel 2002 è stato ceduto in prestito a Singapore, al Singapore Armed Forces. Dopo un'ottima stagione, nel 2003 è rientrato dal prestito. Nel 2004 si è trasferito in Vietnam, al Ngân hàng Đông Á. Nel 2005 è tornato al Singapore Armed Forces, in cui aveva giocato in prestito nel 2002. Nel 2010 è tornato in patria, al Chonburi, con cui ha concluso la propria carriera nel 2015.

#### Nazionale
Ha debuttato in Nazionale nel 1994. Ha partecipato, con la Nazionale, alla Coppa d'Asia 2000, alla Coppa d'Asia 2004 e alla Coppa d'Asia 2007. Ha fatto parte della rosa della Nazionale fino al 2011.

### Allenatore
Dopo aver appeso gli scarpini al chiodo, firma un contratto come vice allenatore del Chonburi. Nel 2016 ne diventa allenatore.